# Кулджинска равнина
Кулджинска равнина e равнина в Западен Китай, в Синдзян-Уйгурския автономен регион. Разположена е в пределите на планинската система Тяншан, между хребетите борохоро на север и Кетмен на юг. В нейните предели влизат долината по горното течение на река Или и равнините в полите на двата хребета. Надморската ѝ височина варира от 670 до 800 m. Годишната сума на валежите е около 225 mm. По долината на река Или преобладават ливадните степи, а в предпланинските равнини – тревистата коилова растителност. Значителни участъци от нея са земеделски усвоени и се напояват като се отглеждат плодове и зеленчуци. Тя е гъсто населена като най-големите градове са Кулджа, Суйдин и др.